# Местное межзвёздное облако

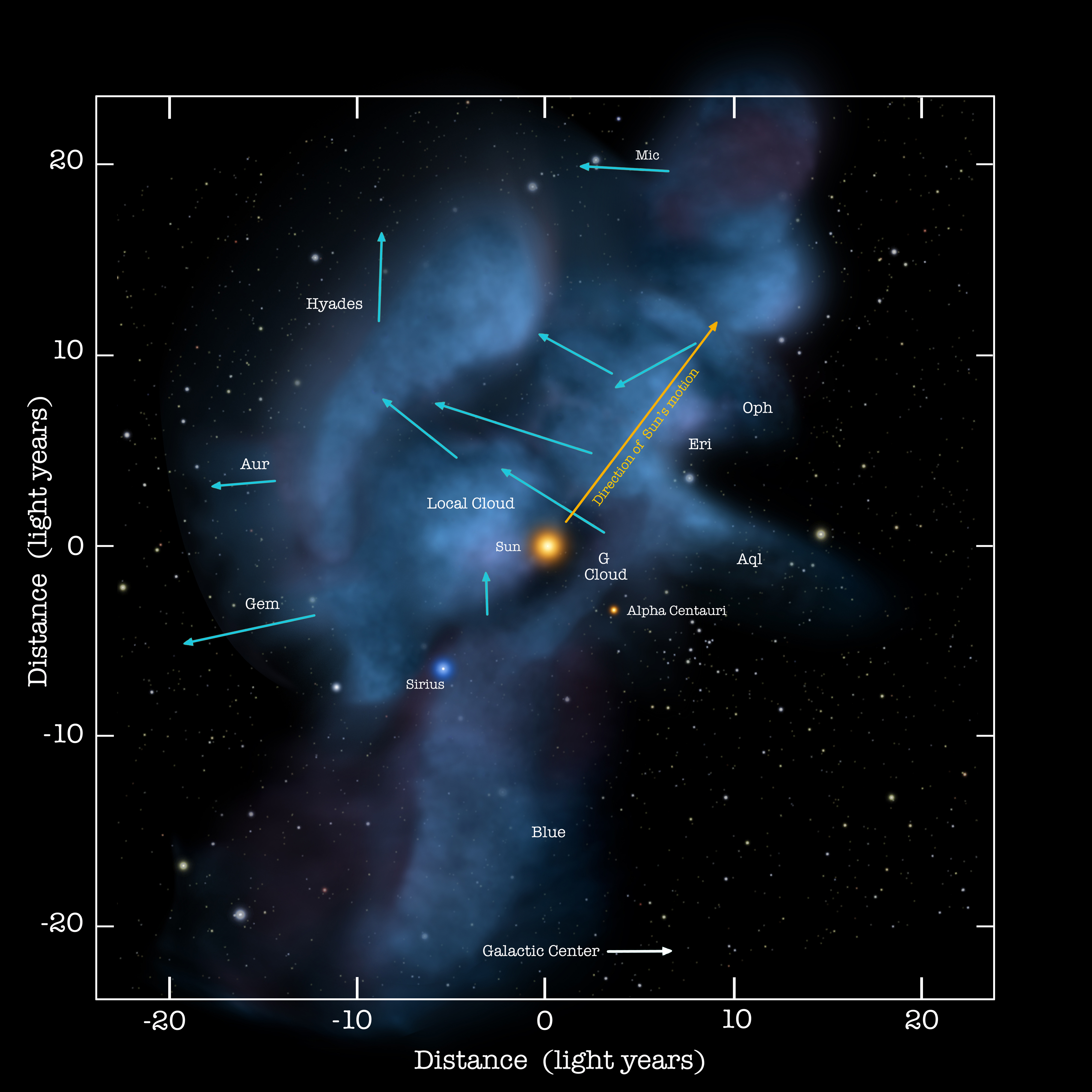
Схема местных межзвёздных облаков, через которые движется Солнечная система. Стрелками показаны направления движения межзвёздных облаков

Местное межзвёздное облако (ММО) (англ. Local Interstellar Cloud, LIC) является межзвёздным облаком (размером примерно в 30 световых лет), через которое в настоящее время движется Солнечная система.

## Особенности взаимодействия

Карта, показывающая расположение Солнца (Sun) на краю Местного межзвёздного облака (Local Interstellar Cloud) и системы Альфа Центавра (α Centauri), находящейся на расстоянии более 4 св. л. от Солнца в соседнем G-облако (G Cloud)

Солнечная система вошла в Местное межзвёздное облако где-то между 44 и 150 тыс. лет назад и, как ожидается, останется в его пределах ещё в течение 10—20 тыс. лет. Температура облака равна приблизительно 6000 °C, почти как температура поверхности Солнца. Оно очень разреженное (0,3 атома на кубический сантиметр), что составляет приблизительно одну вторую плотности галактической межзвёздной среды (0,5 атом/см3) и в шесть раз больше плотности газа Местного пузыря (0,05 атом/см3). ММО является областью низкой плотности в межзвёздной среде, но небольшим более плотным участком внутри Местного пузыря. Для сравнения, атмосфера Земли на официальной высоте начала космоса 100 км (Линия Кармана) содержит 12 триллионов молекул на кубический сантиметр.
Местное межзвёздное облако движется практически перпендикулярно направлению движения Солнца из ассоциации Скорпиона—Центавра; звёздной ассоциации, являющейся регионом формирования звёзд.
Местное межзвёздное облако (ММО) образовалось там, где соединяются Местный пузырь и Пузырь I. Солнце, с несколькими ближайшими звёздами, находится внутри ММО. Заслуживающими внимания соседними звёздами являются Альфа Центавра, Альтаир, Вега, Фомальгаут и Арктур.
Солнечный ветер и магнитное поле Солнца предотвращают потенциальное воздействие ММО на Землю. Недавние измерения, проведённые аппаратом IBEX, неожиданно показали, что направление потока нейтральных частиц межзвёздной среды, летящего сквозь Солнечную систему, меняется.